# Campestre (indumentaria)
El campestre era una de las prendas del vestuario de los soldados romanos. 
Se llamaba así una especie de delantal que llevaban asegurado sobre el ombligo y no bajaba de las rodillas. Tenía el mismo nombre una especie de cinturón o portapica semejante a la que usan los abanderados para llevar la bandera. El campestre delantal lo llevaban los legionarios cuando hacían el ejercicio en el campo de Marte y cuando el exceso del calor les obligaba a aligerarse de ropa. 